# Un esercito di 5 uomini
Un esercito di 5 uomini é um filme italiano de 1969, dos gêneros aventura e faroeste, dirigido por Don Taylor.

## Sinopse
Os rebeldes pedem ao "Holandês" (Peter Graves) para roubar um comboio que transportava US$ 500.000 em ouro em nome de Victoriano Huerta para financiar a Revolução Mexicana. Assim, o holandês contata outros quatro homens: um homem forte (Bud Spencer), um acrobata (Nino Castelnuovo), um especialista em explosivos (James Daly) e um samurai (Tetsuro Tamba), prometendo recompensar cada um com mil dólares.

## Elenco
- Peter Graves - Holandês
- Bud Spencer - Mesito
- Nino Castelnuovo - Luis Dominguez
- James Daly - Augustus
- Tetsuro Tamba - Samurai
- Claudio Gora - Manuel Esteban
- Carlo Alighiero - Capitão Gutierrez